# 愛樂電台
愛樂電台（英語：Philharmonic Radio Taipei Co., Ltd.，簡稱PRT）是臺灣第一家古典音樂電台，也是全世界，第一家華人古典音樂電台及資料庫電台，由台北愛樂廣播股份有限公司營運。

## 歷史
1994年，在「每一個偉大的都會都應該擁有一家古典音樂電台」的理念下，愛樂電台由一群臺灣中產階級在行政院新聞局廣播電台第二梯次開放時，率先發起並申設成功。1995年11月9日，愛樂電台開播，秉持著「臺灣最沒有壓力的聲音」觀念，推廣精緻文化。
愛樂電台全天24小時發聲，開播至今，始終堅持不談政治、不外包時段、多聽音樂少說話、「來自古典，進入生活」的節目理念，以最好聽的音樂提供聽眾「另外一種選擇，而不是另一種同質性的選擇」，以符合多元化社會、市場區隔發展趨勢。
2019年9月20日，基於數位影音平台發展成熟，以及與大新竹廣播電台終止聯播合作，愛樂電台宣布，自同年9月29日起停止與大新竹電台節目聯播，同時除台北愛樂電台外，一律不再發展類比無線電廣播。
　

## 收聽頻率
| 頻率       | 電台名稱         | 收聽地區                                                      |
| ---------- | ---------------- | ------------------------------------------------------------- |
| FM99.7 Mhz | 台北愛樂廣播電台 | 台北市、新北市、基隆市、桃園市                                |
| 愛樂平台   | 愛樂電台         | 全世界 https://www.e-classical.com.tw/ （页面存档备份，存于） |

## 定位、標語
- 愛樂快樂，快樂愛樂。
- 臺灣最沒有壓力的聲音。
- 來自古典，進入生活。
- 沒有人完美，我們只有99.7！
- 追求美好的心，不能（不會）改變。
- 資料庫電台，整合再生。
- 笨鳥慢飛，愚公移山！

## 愛樂平台
因應數位匯流時代來臨，愛樂電台於2017年正式轉型愛樂平台，進行各項通路整合，包括：
- 頻道FM99.7
- 樂997APP，2016年6月推出，於2025年1月正式整合為愛樂平台。
- 官網「就是愛樂」，2017年10月全新改版上架
- Jazz Online - 華人世界第一個最專業的線上爵士樂頻道
- OBG Online - Oldies but Goodies，臺灣第一個線上西洋經典歌曲頻道
- UR Classical - 沒有廣告打擾，只有好聽的線上古典音樂。
- Kids Online - 臺灣第一個專為海內外零歲到十二歲兒童服務的線上古典音樂頻道！
- Audio On Demand(AOD) - 臺灣最大廣播節目資料庫隨選隨聽，全部自製。
- Shopping Mall
- 音樂會活動
- FB粉絲專頁
- YouTube專頁

## 獲獎紀錄

### 節目
| 年份   | 獲提名                     | 獎項                                                 | 結果    |
| ------ | -------------------------- | ---------------------------------------------------- | ------- |
| 1997年 | 《兒童床邊音樂故事》       | 86年新聞局優良廣播兒童節目優等獎                     | 獲獎    |
| 1997年 | 《音樂塗鴉國》             | 86年新聞局優良廣播兒童節目優等獎                     | 獲獎    |
| 1998年 | 《兒童床邊音樂故事》       | 86年新聞局優良廣播兒童節目優等獎                     | 獲獎    |
| 1998年 | 《音樂塗鴉國》             | 86年新聞局優良廣播兒童節目優等獎                     | 獲獎    |
| 1998年 | 《台北歌劇院》             | 87年廣播電視社會建設獎                               | 獲獎    |
| 1998年 | 《愛樂人第一現場》         | 87年廣播電視社會建設獎                               | 獲獎    |
| 1999年 | 《兒童床邊音樂故事》       | 88年新聞局優良廣播兒童節目優等獎                     | 獲獎    |
| 2000年 | 《兒童床邊音樂故事》       | 89年新聞局優良廣播兒童節目優等獎                     | 獲獎    |
| 2000年 | 《音樂調色盤》             | 89年廣播電視社會建設獎                               | 獲獎    |
| 2001年 | 《兒童床邊音樂故事》       | 90年新聞局優良廣播兒童節目優等獎                     | 獲獎    |
| 2002年 | 《兒童床邊音樂故事》       | 91年新聞局優良廣播兒童節目優等獎                     | 獲獎    |
| 2002年 | 《音樂塗鴉國》             | 91年新聞局優良廣播兒童節目優等獎                     | 獲獎    |
| 2003年 | 《音樂塗鴉國》             | 92年新聞局優良廣播兒童節目優等獎                     | 獲獎    |
| 2003年 | 《音樂塗鴉國》             | 92年新聞局優良廣播兒童節目製作人獎                   | 獲獎    |
| 2003年 | 《兒童床邊音樂故事》       | 92年新聞局優良廣播兒童節目獎                         | 入圍    |
| 2003年 | 《兒童床邊音樂故事》       | 92年新聞局優良廣播兒童節目主持人獎                   | 入圍    |
| 2003年 | 《兒童床邊音樂故事》       | 92年新聞局優良廣播兒童節目製作人獎                   | 入圍    |
| 2003年 | 《音樂少年》               | 92年新聞局優良廣播青少年節目製作人獎                 | 入圍    |
| 2004年 | 《音樂塗鴉國》             | 93年行政院新聞局優良廣播兒童節目暨青少年節目獎       | 獲獎    |
| 2004年 | 《兒童床邊音樂故事》       | 93年行政院新聞局優良廣播兒童節目暨青少年節目製作人獎 | 獲獎    |
| 2004年 | 《音樂少年》               | 93年行政院新聞局優良廣播兒童節目暨青少年節目獎       | 獲獎    |
| 1998年 | 《什麼是音樂》             | 第33屆廣播金鐘獎                                     | 入圍2項 |
| 1998年 | 《當大師遇見大師》         | 第33屆廣播金鐘獎                                     | 入圍    |
| 1998年 | 《音樂塗鴉國》             | 第33屆廣播金鐘獎                                     | 入圍    |
| 1998年 | 《兒童床邊音樂故事》       | 第33屆廣播金鐘獎                                     | 入圍    |
| 1998年 | 《音樂無國界》             | 第33屆廣播金鐘獎                                     | 入圍    |
| 2000年 | 《那一天，我打開他的日記》 | 89年廣播金鐘獎非流行音樂節目獎                       | 獲獎    |
| 2000年 | 《那一天，我打開他的日記》 | 89年廣播金鐘獎非流行音樂主持人獎                     | 入圍    |
| 2000年 | 《什麼是音樂》             | 89年廣播金鐘獎非流行音樂節目獎                       | 入圍    |
| 2000年 | 《兒童床邊音樂故事》       | 89年廣播金鐘獎兒童節目獎                             | 入圍    |
| 2000年 | 《兒童床邊音樂故事》       | 89年廣播金鐘獎兒童節目主持人獎                       | 入圍    |
| 2000年 | 《台北歌劇院》             | 89年廣播金鐘獎教育、科學、文化節目獎                 | 入圍    |
| 2000年 | 《台北歌劇院》             | 89年廣播金鐘獎教育、科學、文化節目主持人獎           | 入圍    |
| 2001年 | 《音樂開門》               | 90年廣播金鐘兒童節目獎                               | 入圍    |
| 2001年 | 《音樂塗鴉國》             | 90年廣播金鐘兒童節目獎                               | 入圍    |
| 2001年 | 《台北歌劇院》             | 90年廣播金鐘教育、科學、文化節目獎                   | 入圍    |
| 2004年 | 《電影最前線》             | 93年廣播金鐘獎流行音樂主持人獎                       | 獲獎    |
| 2004年 | 《台北爵士夜》             | 93年廣播金鐘獎流行音樂節目獎                         | 獲獎    |
| 2004年 | 《兒童床邊音樂故事》       | 93年廣播金鐘獎兒童節目主持人獎                       | 獲獎    |
| 2004年 | 《音樂塗鴉國》             | 93年廣播金鐘獎兒童節目獎                             | 獲獎    |
| 2004年 | 《什麼是音樂》             | 93年廣播金鐘獎文教資訊節目主持人獎                   | 獲獎    |
| 2004年 | 《愛樂陣線》               | 93年廣播金鐘獎文教資訊節目獎                         | 獲獎    |
| 2004年 | 《臺灣原音重現》           | 93年廣播金鐘獎技術獎/音效                            | 獲獎    |
| 2004年 | 《電影最前線》             | 93年廣播金鐘獎流行音樂獎                             | 入圍    |
| 2004年 | 《台北爵士夜》             | 93年廣播金鐘獎流行音樂節目主持人獎                   | 入圍    |
| 2004年 | 《兒童床邊音樂故事》       | 93年廣播金鐘獎兒童節目獎                             | 入圍    |
| 2004年 | 《音樂塗鴉國》             | 93年廣播金鐘獎兒童節目主持人獎                       | 入圍    |
| 2004年 | 《音樂精靈圖書館》         | 93年廣播金鐘獎兒童節目主持人獎                       | 入圍    |
| 2004年 | 《音樂精靈圖書館》         | 93年廣播金鐘獎兒童節目獎                             | 入圍    |
| 2004年 | 《什麼是音樂》             | 93年廣播金鐘獎文教資訊節目獎                         | 入圍    |
| 2004年 | 《愛樂陣線》               | 93年廣播金鐘獎文教資訊節目主持人獎                   | 入圍    |
| 2004年 | 《台北歌劇院》             | 93年廣播金鐘獎非流行音樂節目獎                       | 入圍    |
| 2004年 | 《台北歌劇院》             | 93年廣播金鐘獎非流行音樂節目主持人獎                 | 入圍    |
| 2004年 | 《粉紅色森林》             | 93年廣播金鐘獎非流行音樂節目主持人獎                 | 入圍    |
| 2004年 | 《音樂塗鴉國》             | 94年廣播小金鐘獎兒童節目票選獎                       | 獲獎    |

### 廣告
| 年份   | 獲提名                                                                      | 獎項                                     | 結果 |
| ------ | --------------------------------------------------------------------------- | ---------------------------------------- | ---- |
| 1997年 | 飛利浦城市公園音樂會                                                        | 第20屆時報廣告金像獎廣播類金牌獎         | 獲獎 |
| 1997年 | 古典音樂名人堂                                                              | 第20屆時報廣告金像獎企業形象平面類金牌獎 | 獲獎 |
| 1997年 | 亞太媒體中心形象廣告                                                        | 第20屆時報廣告金像獎                     | 入圍 |
| 1997年 | 佐丹奴Jingle系列                                                            | 第20屆時報廣告金像獎                     | 入圍 |
| 1997年 | People雜誌廣告                                                              | 第20屆時報廣告金像獎                     | 入圍 |
| 1997年 | 群益證券臺灣野鳥記實                                                        | 第20屆時報廣告金像獎                     | 入圍 |
| 1997年 | 寶麗金唱片DG篇                                                              | 第20屆時報廣告金像獎                     | 入圍 |
| 1997年 | 麥斯威爾咖啡                                                                | 第20屆時報廣告金像獎                     | 入圍 |
| 1998年 | EMI古典長紅系列廣告                                                         | 第21屆時報廣告金像獎廣播類銅牌獎         | 獲獎 |
| 1998年 | 曼仕德咖啡系列                                                              | 第10屆統一金翼獎廣播類銀翼獎             | 獲獎 |
| 1998年 | 飛利浦小家電系列廣告                                                        | 第33屆廣播金鐘獎商品類廣告獎             | 獲獎 |
| 1998年 | 原音重現「盲笛篇」                                                          | 第33屆廣播金鐘獎公益資訊插播獎           | 獲獎 |
| 1998年 | 莎拉布萊曼專輯」                                                            | 第33屆廣播金鐘獎                         | 入圍 |
| 2000年 | 坎妮洗髮乳母親節形象廣告                                                    | 89年廣播金鐘獎非商品類廣告獎             | 獲獎 |
| 2001年 | 怡富投信那一天我打開音樂家的日記                                            | 90年廣播金鐘獎非商品類廣告獎             | 獲獎 |
| 2004年 | HOLA 和樂家居館母親節系列形象廣告／全能外婆笨媽媽、另類未婚媽媽、子母蝦情書 | 93年廣播金鐘獎商品類廣告獎               | 獲獎 |

### 頻道
| 年份   | 獲提名                                    | 獎項                     | 結果 |
| ------ | ----------------------------------------- | ------------------------ | ---- |
| 2000年 | 台北愛樂電台FM99.7 臺灣唯一的古典音樂電台 | 89年廣播金鐘獎專業頻道   | 入圍 |
| 2004年 | 台北愛樂電台                              | 93年廣播金鐘獎專業頻道獎 | 獲獎 |

### 工程技術
- 交通部電信總局第一屆廣電金技獎榮獲個人獎
- 交通部電信總局第一屆廣電金技獎入圍團體獎
- 交通部電信總局第二屆廣電金技獎榮獲個人獎
- 交通部電信總局第二屆廣電金技獎入圍團體獎

### 網路
- 聯合報、廣通科技及奧特馬科技舉辦1997網路金站獎 -最佳版面設計獎
- PC HOME雜誌票選1996年全球50個最佳中文網站
- PC HOME雜誌票選1997年全球100個最佳中文網站
- 資策會種子網路(Seed Net)推薦優良網站
- 美國Global View網站臺灣地區唯一推薦
- 美國Audio Tower網站臺灣地區唯一推薦
- 微軟(Microsoft)推薦金頻道(Gold Channel)之一
- 蕃薯藤列為臺灣優良網站
- NII第一屆網際網路金像獎最佳資料庫運用及最佳主題網站入圍
- 微軟公司Radio Guide推薦古典類網路電台
- Hi Net影音中心推薦優良網站
- IS.Net藝文頻道列推薦網站
- 和信超媒體Flash Radio推薦優良網路電台
- Sina新浪網推薦優良古典音樂網站
- Dreamer夢想家網站特別介紹及推薦精選網站
- 仲琦科技AV8D影音中心推薦優良影音網站

## 外部連結
- 台北愛樂官方網站 （页面存档备份，存于）
- 愛樂電台-Classical Taiwan的Facebook專頁
- YouTube上的愛樂古典音樂電台 Classical Taiwan頻道
- eclassical_fm997 Instagram